# Alex North (scrittore)
Alex North (Leeds, 1976) è uno scrittore inglese di romanzi thriller.

## Biografia
Ha studiato filosofia all'Università di Leeds e ha lavorato presso il Dipartimento di Sociologia, prima di dedicarsi alla scrittura di romanzi.
Attualmente vive a Leeds, in Inghilterra, con la moglie Lynn e il figlio Zack.
Il suo primo libro L'uomo dei sussurri è stato un bestseller del New York Times. Il libro è stato ispirato da una storia inventata da suo figlio Zack.

## Opere
- L'uomo dei sussurri (The Whisper Man, 2019)
- Le ombre (The Shadows, 2020)
- Afraid of the Light, 2020